# Liszt Ferenc EuroCity
A Liszt Ferenc EuroCity (Ausztriában Franz Liszt EuroCity) a budapesti Keleti pályaudvar és Wien Hauptbahnhof között közlekedik irányonként napi 1 indulással. A vonatot a MÁV és az ÖBB üzemelteti (vonatszám: EC 142/145).

## Története
Magyarország második EuroCity vonataként 1989 májusában indult (EC 20/21). 1997-ben Budapest és Dortmund között járt (EC 24/25) Bécs, Frankfurt és Köln érintésével. Magyarországon csak Győrben és Hegyeshalomban állt meg, belföldi forgalomban nem lehetett igénybe venni. A 2001-es menetrend szerint már csak Kölnig járt. A vonatot többnyire az ÖBB mozdonya vontatta, a személykocsikat a DB, az étkezőkocsit pedig a MÁV, később pedig a DB adta. A vonat 2003-tól változatlan vonatszámon, de név nélkül közlekedett 2007-es megszüntetéséig.
A 2010-es években egy ideig Budapest és Sopron között közlekedett IC vonatként.
Menetrend szerint 2020. december 13-ától Budapest és Bécs között indították újra EC 142/145 számon, azonban a koronavírus-járvány miatt ideiglenesen szüneteltették. 2020. december 13-ától 2021. május 31-ig az EuroCity helyette gyorsvonat járt Budapest és Hegyeshalom között. 2021. június 1-jétől a vonat már Budapest és Bécs között közlekedik.

## Megállóhelyei
| Megállóhelyek               |
| --------------------------- |
| 1. Budapest-Keleti          |
| 2. Budapest-Kelenföld       |
| 3. Tatabánya                |
| 4. Győr                     |
| 5. Mosonmagyaróvár          |
| 6. Hegyeshalom              |
| 7. Wien Hauptbahnhof (Bécs) |

## Vonatösszeállítás
A vonatot a MÁV-START és az ÖBB kétáramnemű villamosmozdonyai vontatják Budapesttől Bécsig, így elkerülhető a magyar-osztrák határon a mozdonycsere.

Vonatösszeállítás 2025. december 15-étől:
| Kocsiszám | Típus                                 |
| --------- | ------------------------------------- |
|           | MÁVRT 182 villanymozdony              |
| 415       | START Bbdpmz (másodosztályú többcélú) |
| 414       | START Bpmz (termes másodosztályú)     |
| 413       | START Bpmz (termes másodosztályú)     |
| 412       | START Bmz (másodosztályú fülkés)      |
| 410       | START Amz (első osztályú fülkés)      |

| Kocsiszám | Típus                                 |
| --------- | ------------------------------------- |
|           | MÁVRT 182 villanymozdony              |
| 410       | START Amz (első osztályú fülkés)      |
| 412       | START Bmz (másodosztályú fülkés)      |
| 413       | START Bpmz (termes másodosztályú)     |
| 414       | START Bpmz (termes másodosztályú)     |
| 415       | START Bbdpmz (másodosztályú többcélú) |